# White Earth
White Earth é um filme-documentário em curta-metragem estadunidense de 2014 dirigido e escrito por J. Christian Jensen. A obra, ambientada em White Earth, foi indicada ao Oscar de melhor documentário de longa-metragem na edição de 2015.

## Prêmios e indicações
- Indicado: Oscar de melhor documentário de curta-metragem (2015)